# Unnam-myeon
Unnam-myeon (koreanska: 운남면) är en socken  i kommunen Muan-gun i provinsen Södra Jeolla i den sydvästra delen av Sydkorea, 300 km söder om huvudstaden Seoul.